# Bismarckkauz
Der Bismarckkauz (Ninox variegata), auch als Neuirland-Kauz bezeichnet, ist eine Eulenart aus der Gattung der Buschkäuze (Ninox). Neben der Nominatform Ninox variegata variegata von Neuirland und Neubritannien existiert die Unterart Ninox variegata superior von Lavongai.

## Merkmale
Der Bismarckkauz erreicht eine Größe von 23 bis 30 Zentimetern. Bei der Nominatform beträgt die Flügellänge 192 bis 210 mm und die Schwanzlänge 117 bis 118 mm. Der Gesichtsschleier ist braun. Der Kopf ist häufig stärker gräulich-braun gefärbt als der Mantel. Die Ohrdecken sind graubraun oder braun. Die Oberseite ist dunkel rötlichbraun mit mehr oder weniger schwachen hellen oder dunklen rötlichen Sprenkeln. Der Mantel ist nahezu unmarkiert. Die Schultern und Flügeldecken zeigen kleine weiße Schaftstreifen und Flecken. Die Hand- und Armschwingen sind braun mit weißen Flecken, die in fünf Reihen angeordnet sind. Die Alula ist dunkel rötlichbraun. Der Schwanz ist dunkel rötlichbraun mit ocker-gelbbraunen Binden. Die Unterseite ist weiß mit deutlichen, schuppenförmigen, dunkel rötlichbraunen (in der dunklen Farbmorphe) und orange-rötlichen (in der hellen Farbmorphe) Schaftstreifen. Der Hals ist dicht markiert und erscheint daher dunkler als die Brust und der Bauch. Der Lauf ist an der Basis der Zehen befiedert. Die Zehen haben Borstenhaare. Die Augen sind gelb. Der Schnabel ist gelblich-hornfarben mit einer hellen Spitze. Die Zehen sind stumpf gelb. Die Klauen sind dunkel hornfarben. Die Unterart Ninox variegata superior ist etwas größer als die Nominatform. Die Flügellänge beträgt 211 bis 224 mm. Die Oberseite ist heller braun. Die Stirn zeigt einige Sprenkel. Das Gesicht ist heller. Der Mantel, die Flügel und der Rücken sind durch deutliche Flecken und Schaftstreifen charakterisiert. An der Kehle ist ein großer Flecken zu erkennen. Die Unterseite ist hell mit feinen braunen Schaftstreifen am Bauch.

## Verbreitung und Lebensraum
Der Bismarckkauz bewohnt Wälder im Tiefland sowie Hügel- und Bergwälder in tieferen und mittleren Höhenlagen bis 1000 m. Er kommt auf den Inseln Neuirland, Neubritannien und Lavongai im Bismarck-Archipel vor.

## Lebensweise
Seine Lebensweise ist bisher nur wenig erforscht. Er ist nachtaktiv und ernährt sich hauptsächlich von Insekten. Ein gerade flügge gewordener Jungvogel wurde im April beobachtet.

## Status
Der Bismarckkauz ist ziemlich häufig in Wäldern und an Waldrändern zu beobachten. Er ist weit verbreitet und wird von der IUCN als „nicht gefährdet“ (least concern) klassifiziert.